# Platónovy nevlastní děti
Platónovy nevlastní děti (v anglickém originále Plato's Stepchildren) je desátý díl třetí řady seriálu Star Trek. Premiéra epizody v USA proběhla 22. listopadu 1968, v České republice 20. června 2003.
Jde o jednu z epizod, která se vepsala do klíčových bodů celého fenoménu Star Trek tím, že v druhé polovině 60. let 20. století se na televizních obrazovkách políbili běloch (William Shatner) s černoškou (Nichelle Nicholsová), tedy v době, kdy ve Spojených státech stále existovala rasová segregace.

## Příběh
Píše se hvězdné datum 5784.2 a USS Enterprise NCC-1701, vlajková loď Spojené federace planet, pod vedením kapitána Jamese T. Kirka doráží na planetu odkud vychází nouzové hlášení, ale která by podle pana Spocka měla být naprosto neobydlená.
Po příletu se kapitán Kirk, pan Spock a Dr. Leonard McCoy setkávají s liliputem Alexandrem, který slouží 36členné civilizaci platóňanů. Jde o rasu, která unikla ze své planety, když se jejich slunce změnilo v novu. Tehdy přistáli na Zemi do doby antiky, kde po nějaký čas žili. Tuto dobu si zamilovali a proto i po odchodu na novou planetu si okolní svět přizpůsobili ve stejném stylu a právě podle Platóna se nazývají Platónovými dětmi. 35 obyvatel získalo telekinetické schopnosti, až na Alexandra. Ovšem nyní se jejich vůdce Parmen poranil a protože se už po tisíce let jejich tělo nemuselo namáhat, je obyčejné škrábnutí hrozbou smrti. Doktor McCoy Parmena vyléčí, ale při snaze transportovat se zpět na loď Scotty oznamuje, že nic nefunguje a přenos není možný. Parmen se netají s tím, že loď drží na orbitě on a při kapitánových protestech jej nechá si nafackovat. Později si chce kapitána udobřit a všechny členy výsadku nechá obdarovat vzácnými relikviemi, ale požaduje aby s nimi zůstal Dr. McCoy, coby schopný lékař. To všichni samozřejmě odmítají, ale Parmen je svými schopnostmi nechává hrát divadlo a mučí je.
Spock později přemítá, proč zrovna Alexander jako jediný nemá schopnosti telekineze a kde je ostatní vzali. Alexander je znechucený svými lidmi a obdivuje trojici z Enterprise pro jejich vzdor vůči platóňanům. Potvrzuje také, že telekinetické schopnosti přišli až na této planetě a to teprve až poté co došly zásoby vlastního jídla. Spock s McCoyem z toho dedukují, že každý jedinec má jiné předlohy pro získání moci a proto Alexander nemá de facto žádné a Parmen naopak nejsilnější. Může za to látka zvaná kironid. McCoy připraví výtažek, který zvýší hladinu této látky v krvi. Spock si ale není jistý, po jaké době získají schopnosti. V ten moment se do místnosti nechtěně transportují Uhura a sestra Christine Chapelová, které jsou myšlenkami platóňanů přinuceny kamsi odejít. Večer se všichni setkávají oblečeni v antických kostýmech a jsou platóňany nuceni hrát divadelní představení při kterém Spock musí políbit Chapelovou a Kirk Uhuru. Situace se stává dramatičtější, když do místnosti přijedou zbraně. Kirk s bičem a Spock s rozžhaveným pohrabáčem se nebezpečně blíží k Uhuře a Christine. Alexander tomu chce zabránit, ale když s nožem přiblíží k Parmenovi, ten jej chce přinutit, aby se sám probodl. Na poslední moment to ale neudělá a Parmen se rozhořčeně ptá, kdo to udělal. Kirk si uvědomuje, že již látka zabrala a díky silnější dávce snadno Parmena přemůže, ale nedovolí Alexanderovi, aby vykonal svou pomstu.
Parmen slibuje, že své chování zlepší a uvítá jakoukoliv výpravu, která jejich planetu navštíví. Kirk ani Spock tomu nevěří a varují Parmena, že rozhlásí po Federaci, kterak silnější schopnosti na planetě získat během několika hodin. Parmen musí souhlasit. Všichni se pak i s Alexandrem transportují zpět na Enterprise.